# Prawybory prezydenckie Partii Demokratycznej w 1912 roku
Prawybory prezydenckie Partii Demokratycznej w 1912 roku – seria prawyborów, która wyłoniła delegatów na konwencję Partii Demokratycznej, aby uczestniczyli w wyborze kandydata Partii Demokratycznej w wyborach prezydenckich w Stanach Zjednoczonych. Wybierani delegaci byli przypisani do konkretnego kandydata, którego popierali. W wyniku prawyborów najwięcej delegatów pozyskał Woodrow Wilson, który na konwencji został wybrany oficjalnym kandydatem Partii Demokratycznej w wyborach prezydenckich w 1912 roku.

## Tło
Do roku 1912 kandydatów na prezydenta wskazywali liderzy partyjni. Na początku XX wieku coraz popularniejsze stawały się ruchy progresywne, dążące do licznych reform społecznych i politycznych. Stopniowo zaczęto wprowadzać system prawyborów w różnych stanach i na różnych szczeblach. Po raz pierwszy na Florydzie w 1901 roku użyto systemu prawyborów do wyznaczenia delegatów na konwencję Partii Demokratycznej. W kwietniu 1912 roku odbyły się pierwsze ogólnokrajowe prawybory prawybory prezydenckie. Głosowanie powszechne na kandydata partii zostało przeprowadzone w kilkunastu stanach zarówno w strukturach Partii Demokratycznej, jak i Partii Republikańskiej

## Kalendarium
| Data                  | Stan              | Zwycięzca      |
| --------------------- | ----------------- | -------------- |
| 19 marca 1912(dts)    | Dakota Północna   | John Burke     |
| 2 kwietnia 1912(dts)  | Wisconsin         | Woodrow Wilson |
| 9 kwietnia 1912(dts)  | Illinois          | Champ Clark    |
| 13 kwietnia 1912(dts) | Pensylwania       | Woodrow Wilson |
| 19 kwietnia 1912(dts) | Nebraska          | Champ Clark    |
| 19 kwietnia 1912(dts) | Oregon            | Woodrow Wilson |
| 30 kwietnia 1912(dts) | Massachusetts     | Champ Clark    |
| 5 maja 1912(dts)      | Teksas            | Woodrow Wilson |
| 6 maja 1912(dts)      | Maryland          | Champ Clark    |
| 14 maja 1912(dts)     | Kalifornia        | Champ Clark    |
| 21 maja 1912(dts)     | Ohio              | Judson Harmon  |
| 28 maja 1912(dts)     | New Jersey        | Woodrow Wilson |
| 29 maja 1912(dts)     | Arizona           | Champ Clark    |
| 31 maja 1912(dts)     | Rhode Island      | Champ Clark    |
| 4 czerwca 1912(dts)   | Dakota Południowa | Champ Clark    |

## Wyniki
W wyniku wyborów wyłoniono 595 spośród 1094 (czyli ok. 54%) delegatów, którzy wybrali partyjnego kandydata na prezydenta na konwencji Partii Demokratycznej.
| Kandydat               | Głosy powszechne | Głosy powszechne | Wygrane stany i terytoria        |
| Kandydat               | Liczba           | %                | Wygrane stany i terytoria        |
| ---------------------- | ---------------- | ---------------- | -------------------------------- |
| Woodrow Wilson         | 527 296          | 43,53            | 5 NJ, OR, PA, TX, WI             |
| Champ Clark            | 427 938          | 35,33            | 8 AZ, CA, IL, MA, MD, NE, RI, SD |
| Judson Harmon          | 128 633          | 10,62            | 1 OH                             |
| Oscar Underwood        | 114 947          | 9,49             | –                                |
| John Burke             | 9357             | 0,77             | 1 ND                             |
| Nieprzypisani delegaci | 4275             | –                | –                                |
| Inni kandydaci         | 3113             | 0,25             | –                                |

## Następstwa
Konwencja Partii Demokratycznej odbyła się w dniach 25 czerwca - 2 lipca 1912. Zwycięzca prawyborów, Woodrow Wilson, został wyznaczony na kandydata na prezydenta, a Thomas Marshall na kandydata na wiceprezydenta. Kandydaci Demokratów wygrali wybory prezydenckie w Stanach Zjednoczonych w 1912 roku.